# Adriana Melo
Adriana Melo é uma artista de histórias em quadrinhos (ou banda desenhada) e desenhista brasileira.

## Biografia
Adriana Melo teve aulas de anatomia no terceiro ano do Ensino Médio na escola técnica Carlos de Campos. Seu primeiro contato com quadrinhos de super-heróis foi aos 16 anos, quando uma professora de artes propôs um trabalho sobre comics. Em 1994, fez um estágio de poucos meses no estúdio de animação Briquet Filmes de Luiz Briquet, ao ver uma matéria sobre Roger Cruz, na época, um artista de X-Men, Adriana o procurou e mostrou seus desenhos a ele e Marcelo Campos em um evento, eles gostaram de seus desenhos e lhe pasaram o contrato do agente.
Começou a carreira profissional aos 18 anos, ilustrando metade de uma história do Homem de Ferro.. Foi desenhista da série Star Wars: Empire series. Na DC Comics, trabalhou com Gail Simone em Rose & Thorn e foi capista da revista Aves de Rapina.. Adriana voltaria a trabalhar com Gail Simone em uma minissérie do Homem-Borracha, lançada em 2018. Durante o seu período na série Witchblade, da Top Cow, fez um crossover com o personagem Justiceiro, da Marvel Comics, tornando-se a primeira mulher a desenhar o personagem. Foi também desenhista de Ms Marvel. Adriana também colaborou com a antologia Puerto Rico Strong, vencedora do prêmio Eisner de melhor antologia de 2019.